# Arotrephes minor
Arotrephes minor är en stekelart som först beskrevs av Pfankuch 1924.  Arotrephes minor ingår i släktet Arotrephes och familjen brokparasitsteklar. Arten är reproducerande i Sverige. Inga underarter finns listade.